# Ilyushin Il-86
Ilyushin Il-86 là một máy bay phản lực tầm trung thân rộng. Được thiết kế và thử nghiệm bởi phòng thiết kế Ilyushin trong thập niên 1970, nó được ngành công nghiệp máy bay Liên xô cấp giấy chứng nhận trong thập niên 1970 và 1980, được sản xuất liên doanh bởi Liên bang Xô viết và Ba Lan, và được đưa ra thị trường bởi Liên xô. Nó là chiếc máy bay chở khách thân rộng đầu tiên của Liên xô và là chiếc máy bay thân rộng bốn động cơ thứ hai của trên thế giới.
Chỉ 106 chiếc Il-86 được chế tạo và ba chiếc trong số đó được xuất khẩu. Kiểu máy bay này được Aeroflot, và sau sự sụp đổ của Liên bang xô viết, và các hãng hàng không thuộc các nước cộng hoà kế tục sử dụng rộng rãi. Khá khác biệt so với những chiếc máy bay chở khách của Liên xô, Il-86 hoạt động hạn chế trong quân đội, dù một phiên bản chỉ huy trên không đã được đưa vào sử dụng.
Il-86 là ví dụ điển hình về sự ưu tiên và tiếp cận của các máy bay chở khách Xô viết về đặc điểm riêng so với các máy bay chở khách phương Tây. Xuất hiện trong thời kỳ đình trệ Brezhnev, nó gặp hạn chế về động cơ và phải sử dụng những chiếc của thập niên 1960 và mất một thập kỷ phát triển, không thể đi vào hoạt động trong Olympics Moscow, như dự định.
Trong hoạt động, Il-86 được ghi nhận như một máy bay rất an toàn và đáng tin cậy, xứng đáng với các kỳ vọng ở nó. Tới tháng 4 năm 2009, chỉ 33 chiếc Il-86 còn hoạt động, 29 chiếc thuộc các bên sử dụng dân sự và 4 chiếc thuộc Không quân Nga.

## Phát triển

### Bối cảnh

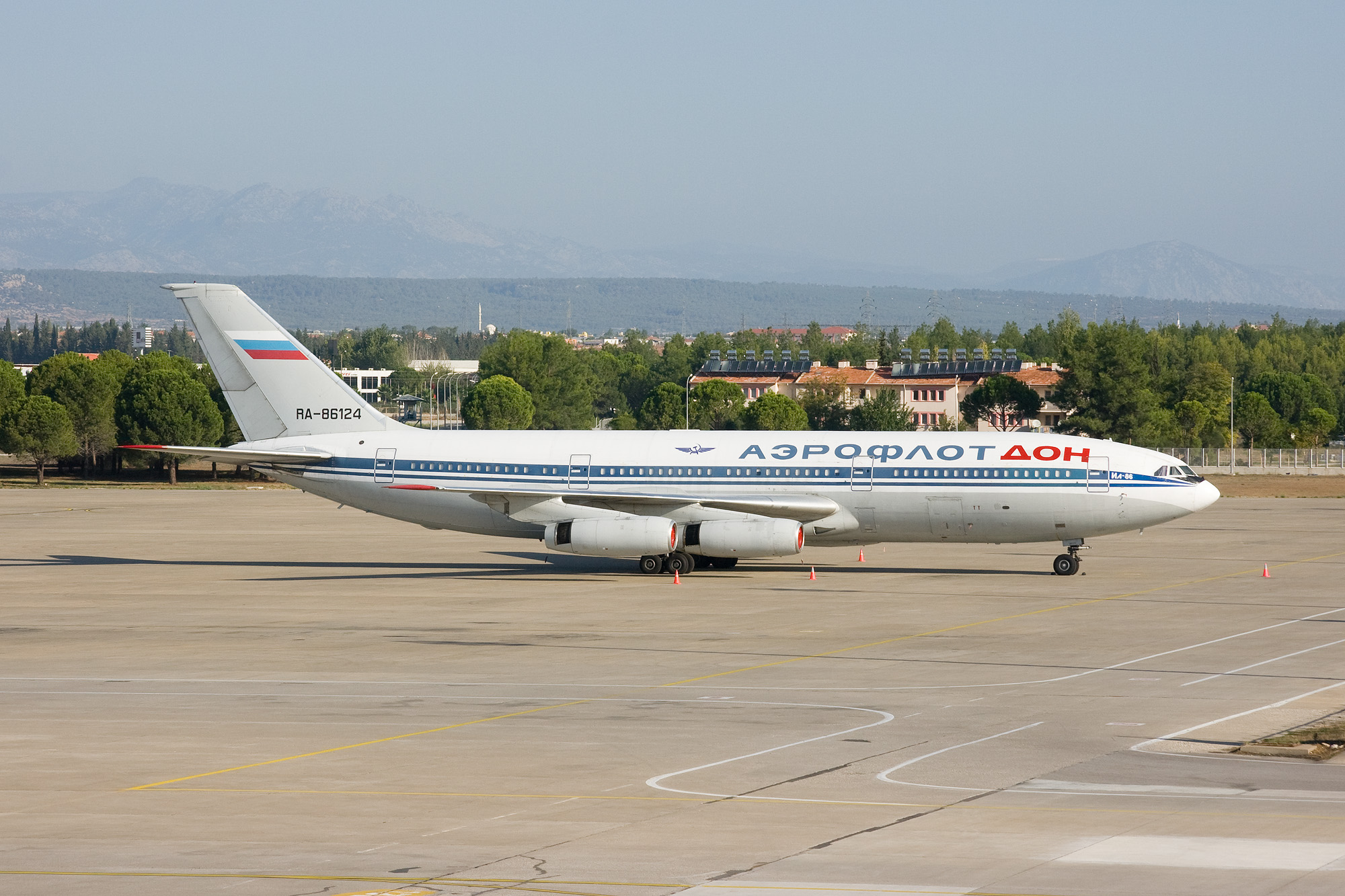
Một chiếc Il-86 của Aeroflot Don

Hồi giữa thập niên 1960 Hoa Kỳ và Tây Âu có những kế hoạch sản xuất những chiếc máy bay chở khách có số ghế nhiều hơn loại lớn nhất thời đó với 200 hành khách: airbuses (xe buýt trên không) theo cách nói thời đó. Lãnh đạo Liên xô muốn theo kịp họ với chiếc aerobus (tiếng Nga: аэробус) của riêng mình. Dù động cơ tuyên truyền là quan trọng trong việc thiết lập chính sách của Xô viết, Liên bang Xô viết cũng thực sự có nhu cầu về một chiếc airbus. Aeroflot dự tính sẽ chuyên chở 100 triệu hành khách mỗi năm trong một thập kỷ. Ban đầu yêu cầu này được OKB-153, phòng thiết kế do Oleg Antonov lãnh đạo, đáp ứng với một phiên bản 724 ghế ngồi, chiếc máy bay An-22. Kế hoạch này không thể tiến xa vì những lo ngại nó là máy bay kiểu cũ và bởi phòng thiết kế có trụ sở ở Kiev quá thân cận với Nikita Khrushchev, người mới bị hạ bệ.

### Ý tưởng
Việc chuyên chở hàng trăm hành khách theo yêu cầu với những chiếc aerobuses là một thách thức: nhiều sân bay Liên xô có ga hành khách nhỏ. Các viện nghiên cứu hàng không Nga vì thế đã đưa ra ý tưởng đưa khách và hành lý của họ lên xuống máy bay 
khi chiếc aerobus đỗ và bốc hàng: hệ thống "hành lý theo người" (tiếng Nga: система "багаж с собой"; chuyển tự: sistyema "bagazh s soboy"). Airbus Industrie đã nghiên cứu những kiểu bố trí như vậy hồi giữa thập niên 1970, trong khi Lockheed áp dụng nó vào chiếc L-1011 TriStar năm 1973 theo yêu cầu của Pacific Southwest Airlines (PSA). Nhiều sân bay Liên xô cũng có đường băng kém và chiếc aerobus phải có tải trọng đáp tương tự như những chiếc máy bay hiện có. Điều này khiến chiếc máy bay phải sử dụng một bộ bánh đáp nhiều bánh phức tạp. Tháng 10 năm 1967, chính phủ Liên xô phê duyệt một tiêu chuẩn kỹ thuật chung cho một chiếc aerobus của Bộ Hàng không Dân dụng (Aeroflot). Loại máy bay này sẽ có 350 ghế ngồi, tầm hoạt động 3,600 km (1,900 nmi) với chất tải 40-tấn hay 5,800 km/3,100 nmi với toàn bộ số ghế có khách nhưng không chở hàng. Chiếc máy bay phải có khả năng hoạt động từ các sân bay nhỏ tại các địa phương và các khu vực (được xếp hạng Klass "B" và "V" [tiếng nga: класс "Б", "В"] hay "Class B/C" bởi Liên xô), với chiều dài đường băng lên tới 2,600 m (8,500 ft).
Nửa cuối thập niên 1960, OKB-240 (tên trước kia của phòng thiết kế Ilyushin) đã lấy lại được địa vị đã mất trước đó (cùng với Yakovlev, so với Tupolev và Antonov) trong thời Khrushchev và có vị thế tốt giành hợp đồng thiết kế chiếc aerobus Xô viết. Thực tế, khi uỷ ban công nghiệp quốc phòng Liên xô ngày 8 tháng 9 năm 1969 đưa tiêu chuẩn của Aeroflot vào giai đoạn dự án đầu tiên (tiếng Nga: аванпроект; chuyển tự: avanproyekt), họ đã đặt tin tưởng vào Ilyushin. Phòng thiết kế này nhận được các yêu cầu hoạt động chi tiết cho chiếc aerobus ngày 22 tháng 2 năm 1970. Giành chiến thắng trong cuộc đấu tranh chính trị cho dự án tiếng tăm này, Ilyushin phải đối mặt với bốn thách thức: cấu hình (layout or "shape"), động cơ, hệ thống tự động (điện tử) và khả năng sản xuất.

### Phát triển ý tưởng
Ilyushin bắt đầu dự án aerobus đầu tiên của mình cuối năm 1969. Ban đầu, nó liên quan tới việc ấn định sự phát triển tiềm năng của các thiết kế hiện có. Điều này gồm các phiên bản "kéo dài" của Il-62, các phát triển thành hai tầng hay "hai thân cạnh nhau" của nó, cũng như việc "dân sự hoá" chiếc Il-76. Cuối cùng, phòng thiết kế lựa chọn các thiết kế hoàn toàn mới. Khi thay đổi kiểu dáng, nó cũng kéo theo kỹ thuật cao trái ngược với cách "tiếp cận kỹ thuật thích hợp" đã ứng dụng cho Il-62: chiếc aerobus phải có các hệ thống điều khiển mạnh, các high-lift device phức tạp và các hệ thống tự động tiên tiến cho phép sử dụng phi đội ít người.
Một phiên bản đầu tiên của avanproyekt được giới thiệu với các nhà lãnh đạo Liên xô tại một cuộc triển lãm hàng không tại Vnukovo-2 Airport gần Moscow ngày 17 tháng 5 năm 1971. Một mô hình theo tỷ lệ mang tên định danh "Il-86" (tiếng Nga: Ил-86, chuyển tự "Il vosem’desyat' shest'"). Model này thể hiện ý tưởng "tự chất tải" với các cầu thang lên tích hợp và các khoang chứa hàng ở khoang dưới ngoài một khoang ở bên dưới thân giữa. Nó có hai lối đi bên trong với chín ghế rút ngắn theo kiểu bố trí "3-3-3". Ilyushin coi đây là một sự khôn khéo chính trị khi mở rộng nội thất ở mức 6.08 m (19.9 ft) lớn hơn bất kỳ một máy bay thân rộng nào thời kỳ đó, ngoại trừ Boeing 747.
Sự khác biệt giữa model năm 1971 và chiếc Il-86 cuối cùng là model chỉ là kiểu bố trí hay hình dạng: model trông giống như một chiếc Il-62. Ở thời đó, Central Hydro và Aerodynamics Institute (TsAGI) nhiều quyền lực thích áp dụng kiểu cánh trơn, động cơ đặt phía sau, đuôi hình chữ T cho các máy bay chở khách. Các dự án BAC Three-Eleven và BAC/CASA/MBB Europlane cũng có cấu hình tương tự.
Kiểu bố trí của máy bay phản lực hạng nặng là một vấn đề nhạy cảm ở Liên Xô. Nhà thiết kế máy bay Leonid Selyakov đã nói rằng: "Kiểu bố trí của chiếc В-47, được Không lực Hoa Kỳ lựa chọn... đã tạo ra một cơn bão những ý kiến chỉ trích thực sự từ phía các nhà khoa học hàng không [Xô viết]. Các quan chức TsAGI và các lãnh đạo công nghiệp chịu trách nhiệm về dự án gọi thẳng chiếc máy bay đó là 'hoàn toàn bậy bạ' (các ý kiến tương tự cũng được đưa ra với chiếc Boeing 747)." Cuộc tranh cãi tương tự cũng diễn ra trong giới hàng không phương Tây và là điển hình của ý thức hệ Xô viết với ý tưởng các giải pháp "đúng đắn về khoa học" cố định của họ. Ilyushin vì thế phải nhường bước và chấp nhận kiểu bố trí động cơ treo phía dưới hơi lồi lên trước cánh, trên chiếc máy bay ném bom phản lực thực nghiệm Il-22 năm 1946 (lần đầu sử dụng tên định danh này. Vì thế được giới thiệu như chiếc máy bay hoàn toàn của Xô viết, kiểu bố trí đặc biệt và duy nhất của Il-86 cuối cùng đã xuất hiện trước công chúng năm 1973, sau năm sau khi các tiêu chuẩn của aerobus được đưa ra và bốn năm sau khi phòng thiết kế nhận được đặt hàng. Buồng điều khiển sáu đèn cũng xuất hiện nhanh chóng sau đó thay thế cho những kiểu bố trí đa cửa sổ tương tự như chiếc Il-62 và Il-76.
Vấn đề chính mà dự án Il-86 phải đối mặt là sự vắng mặt của một động cơ thích ứng. Vấn đề này không bao giờ được giải quyết. Hoa Kỳ và Anh Quốc có các động cơ phản lực cánh quạt đẩy với tỷ lệ bypass 4 hay 5 trên 1. Động cơ phản lực cánh quạt đẩy đầu tiên của Liên xô, chiếc Lotarev D-18T, mãi tới giữa thập niên 1980 mới xuất hiện.
Động cơ Soloviev D-30, ban đầu định sử dụng trên Il-86, là động cơ máy bay hiện đại nhất của Liên xô thời điểm đó. Nó có tỷ lệ bypass 2.4 trên 1 và bộ phận đảo hướng luồng khí phụt. Tuy nhiên, nó không đạt lực đẩy cần thiết: "chỉ sau khi mất toi ba năm vào việc chuẩn bị dự án phát triển tiên tiến thì mọi người mới rõ rằng các động cơ đó không cung cấp đủ lực đẩy cần thiết." Động cơ Kuznetsov NK-8 ít tiên tiến hơn, được lựa chọn ngày 26 tháng 3 năm 1975, có tỷ lệ bypass 1.15 trên 1 và các lưới tạo lực cản phía trước tầng đảo chiều luồng khí phụt. Cả hai loại động cơ này đều có mức tiêu thụ nhiên liệu lớn và ầm ĩ. Là những phát triển cuối cùng của các động cơ nhỏ hơn, chúng không thể đóng góp vào sự phát triển của những chiếc Il-86 tương lai.
Các nguyên lý kỹ thuật thích ứng/trung gian mà hầu hết máy bay chở khách Xô viết trước chiếc Il-86 đã được thiết kế có nghĩa chúng thường có phi đội năm người. Kiểu thiết kế này đi vào thực tiễn năm 1972 với chiếc Tu-154, một máy bay chở khách được chế tạo với những nguyên lý kỹ thuật cao (thêm nhiều bộ phận tự động, giảm sự can thiệp của con người), cho thấy khoa học Xô viết đang tụt hậu về điện tử hàng không vốn đã không cần tới hoa tiêu và radio operator nữa. Một chương trình phát triển điện tử vì thế được đưa ra để cho phép Il-86 hoạt động trong hầu hết các điều kiện thời tiết với phi đội ba người. Tuy nó mang lại thành công, mức độ hiện đại của nó chỉ tương đương với kỹ thuật phương Tây hồi cuối thập niên 1960.
Sự thiếu hụt các cơ sở chế tạo cho Il-86 là một vấn đề từ đầu: "Sự hiện đại hoá nhanh chóng của Không quân Liên xô... khiến không còn nhiều chỗ cho sự mở rộng của chế tạo thương mại... sự thiếu hụt khả năng sản xuất đang được khắc phục một phần nhờ... hợp tác quốc tế."

### Quan tâm tới kỹ thuật nước ngoài

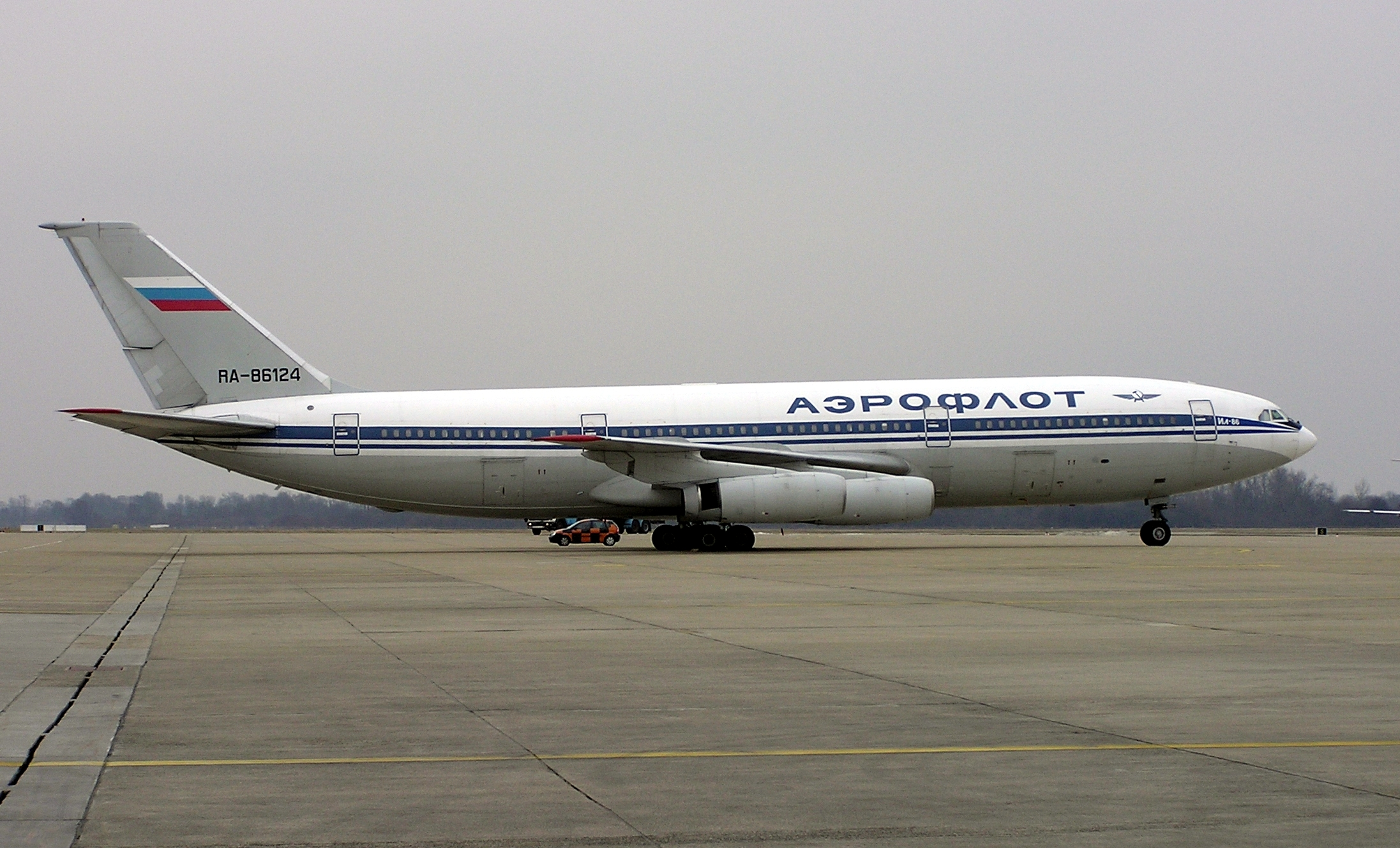
Một chiếc Il-86 của Aeroflot

Vì khó khăn về động cơ (và ở một mức độ nào đó là hệ thống điện tử và khả năng sàn xuất), Liên Xô đã tìm cách tiếp cận kỹ thuật nước ngoài. Boeing 747 đã cất cánh, một phái đoàn của Bộ Hàng không Dân dụng đã tới thăm Boeing và nhận được một loạt chi tiết chào bán. Tại Paris Salon năm 1971, văn phòng Ilyushin do Genrikh Novozhilov dẫn đầu và Boeing do dẫn đầu Joe Sutter dàn xếp một cuộc mua bán kỹ thuật chính thức. Trong một bữa ăn tối tại Paris, phía Xô viết nhượng lại thông tin về kỹ thuật titanium của mình cho Mỹ, đổi lại, phía Mỹ, "phác thảo trên khăn trải bàn," nhượng lại thông tin về "kết cấu và hình dạng khí động học và tính đàn hồi của cánh."
Được giúp sức bởi tình trạng giảm căng thẳng, ngày 11 tháng 3 năm 1974, một chiếc Lockheed L-1011 TriStar tới Moscow trong chuyến thể hiện và giới thiệu bán hàng. Chiếc TriStar đáp ứng kích thước và tính năng của Il-86, và được mọi người công nhận có tính năng kỹ thuật hàng đầu ở thời điểm đó, và có tiềm năng phát triển. Các cuộc đàm phán mua 30 chiếc TriStars và giấy phép chế tạo nên tới 100 chiếc mỗi năm tại một nhà máy mới sử dụng tới 80,000 nhân công tiếp tục tới tận giữa năm 1976. Chúng đã không trở thành hiện thực khi Tổng thống Mỹ Jimmy Carter đưa nhân quyền trở thành một yếu tố đối ngoại Hoa Kỳ. TriStar cũng được Ủy ban Phối hợp liệt vào dạng kỹ thuật tiên tiến cấm bán cho các đối thủ tiềm tàng.
Cùng lúc ấy, Bộ Thương mại Hoa Kỳ phủ quyết việc xuất khẩu 12 động cơ General Electric CF6-50 do Liên bang Xô viết đặt hàng cho những chiếc Il-86 tầm xa của họ. Trong thập niên 1980, đã có những động thái muốn trang bị các động cơ RB211-22 cho Il-86. Được đặt tên định danh Il-86V, đây sẽ là chiếc máy bay có tầm hoạt động hơn 9,000 km (4,860 nmi) và/hay tăng tải trọng. Một dự án Il-86V với 450 chỗ cũng được đưa ra, sử dụng các động cơ RB211-524G. Trong bối cảnh tan rã của nền kinh tế Xô viết, những ý tưởng đó đã không thể được thực hiện. Năm 1991, đã có những động thái nhằm trang bị cho Il-86 các động cơ CFM56-5C2 hợp tác Pháp-Mỹ. Vấn đề tài chính tiếp tục ngăn cản ý tưởng này. Năm 1995, International Aero Engines chào động cơ V2500 để tái trang bị cho chiếc Il-86. Không phát triển nào tiếp theo được thực hiện, dù năm hãng sử dụng đã muốn tái trang bị động cơ cho 25 chiếc máy bay.

### Thiết kế, thử nghiệm và chứng nhận
Quy trình thiết kế tại Ilyushin do người kế nhiệm của Sergey Ilyushin, lãnh đạo phòng thiết kế Genrikh Novozhilov chỉ huy. Thời gian biểu được thông báo năm 1973 dự định chuyến bay đầu tiên diễn ra năm 1976 và đi vào phục vụ kịp thời cho Olympics Moscow năm 1980.
Nguyên mẫu cất cánh tại sân bay Khodynka (nơi đặt nhà máy thực nghiệm của Ilyushin) ngày 22 tháng 12 năm 1976 (các máy bay chở khách của Liên xô thường cất cánh trước khi kết thúc năm vì các yêu cầu của các Kế hoạch năm năm). Thông báo cho biết chiếc máy bay này có một hệ thống deicing xung nam châm điện có bản quyền. sử dụng năng lượng ít hơn 500 lần so với các deicer quy ước. Chương trình thử nghiệm ban đầu do các nhân viên của Ilyushin tiến hành, chấm dứt hai tháng trước kế hoạch ngày 20 tháng 10 năm 1978. (Theo một thời gian biểu nhanh hơn, được thông báo ở thời điểm chuyến bay đầu tiên, các thử nghiệm của Ilyushin dự định chấm dứt đúng vào lễ kỷ niệm lần thứ 60 cuộc Cách mạng tháng 10, ngày 7 tháng 11 năm 1977.) Cuộc thử nghiệm cấp giấy chứng nhận ban đầu được thực hiện bởi các phi công độc lập với Ilyushin và chấm dứt ngày 6 tháng 6 năm 1977. Các cuộc thử nghiệm để được cấp giấy chứng nhận của nhà nước bắt đầu ngày 24 tháng 4 năm 1979 và chấm dứt ngày 24 tháng 12 năm 1980. Giấy chứng nhận của Gosaviaregistr SSSR [Phòng Đăng ký Hàng không Quốc gia Liên bang Xô viết] được cấp với số 10-86. Thời hạn cuối cùng để chiếc máy bay đi vào hoạt động thương mại trong mùa hè năm 1980, được Bộ trưởng Bộ Hàng không Dân dụng Boris Bugayev tuyên bố năm 1977 đã trôi qua, tuy nhiên, chiếc Il-86 đã bỏ lỡ sự kiện Olympics hoành tráng.
Việc phát triển tổng thế chiếc Il-86 mất hơn một thập kỷ. Sự kéo dài này một phần vì sự nhạy cảm của cấu hình máy bay, các vấn đề về động cơ, sự kéo dài thời gian phát triển các hệ thống điện tử và sự ưu tiên thấp dành do hàng không dân dụng so với hàng không quân sự. Hơn nữa, trong những giai đoạn đầu tiên, chương trình Il-86 chỉ là sự "đảm bảo an toàn" trong trường hợp việc nhận khẩu máy bay Hoa Kỳ không thể diễn ra. Việc cấp giấy chứng nhận cho Il-86 theo các bộ tiêu chuẩn khắt khe của Liên xô và khối Comecon được gọi là NLGS-2 cũng làm chậm trễ chương trình; đây là chiếc máy bay đầu tiên của Liên xô trải qua một chương trình thử nghiệm đầy đủ từ khi quy định này được đặt ra ở Liên xô năm 1967 và được thể chế hoá năm năm sau đó.

### Các phiên bản không được phát triển đầy đủ
Ngày 26 tháng 6 năm 1972, một phiên bản tầm xa của Il-86, chiếc Il-86D (tiếng Nga: "дальный"; chuyển tự: "dal’niy"; nghĩa "tầm xa"), đã được chính phủ Liên xô hạ lệnh phát triển. Thiết kế hoàn thành vào tháng 6 năm 1976. Chiếc Il-86D có sải cánh kéo dài, mang thêm nhiên liệu phụ và có tầm hoạt động khoảng 8,500 km (4,600 nmi). Những thông báo sau này nói rằng phiên bản này có các động cơ mới có tỷ lệ bypass cao, 147,500 kg (325,000 lb) trọng lượng rỗng, 300,000 kilo/660,000 pound trọng lượng cất cánh tối đa, dung tích nhiên liệu khoảng 150,000 kg (330,000 lb), diện tích cánh 325 m² (5,300 ft²), và tầm hoạt động 10,200 km (5,500 nmi). Phiên bản này (cũng được gọi là Il-86V) đã được phát triển thành Il-96. Một phát triển "thay đổi tối thiểu" của Il-86 đã được thử nghiệm trong thập niên 980 nhưng không được chấp nhận là một phiên bản 450 chỗ ngồi với kiểu bố trí 3-4-3 giảm khoảng cách giữa các hàng ghế. Không phiên bản chở hàng hay kết hợp chở khách chở hàng được đề xuất.

### Marketing
Il-86 được dự định dành cho Aeroflot và không có ý xuất khẩu: nó là một phần của hệ thống cung cấp và chỉ định tập trung hoá của Liên xô được điều phối bởi các văn phòng được gọi là Gosplan và Gossnab nắm quyền kiểm soát việc lập kế hoạch và phân phối ở Liên bang Xô viết (ngoại trừ ở chợ đen). Như một phần của một dự định phân phối tương tự, Lot được phân phối bốn chiếc Il-86 như sự trao đổi cho việc chế tạo bộ phận; hãng hàng không này đã trì hoãn việc giao hàng và nó bị huỷ bỏ năm 1987.
Việc bán thương mại Il-86 (ở dưới hệ thống Xô viết có nghĩa xuất khẩu) là công việc của tổ chức thương mại nước ngoài Liên xô V/O Aviaeksport. Việc phân chia của một phòng thiết kế, hoạt động như các kỹ sư hàng hải thiết kế một máy bay, một nhà máy riêng biệt sản xuất nó và một tổ chức riêng biệt để bán nó, đã bị coi là gây ảnh hưởng tới tính trách nhiệm.
Nguyên mẫu Il-86 đã được trưng bày tại Paris Salon International de l'Aéronautique năm 1977. Cần lưu ý rằng nội thất của nó sử dụng các vật liệu chống lửa và hệ thống thủy lực cũng sử dụng chất lỏng chống bắt lửa có giấy phép. Ở thời điểm ấy một phiên bản không có hệ thống "luggage at hand" đã được đề xuất, chứa 375 hành khách hay 3,000 kg (6,600 lb) chất tải hay ít hơn và có tầm bay xa hơn. Phiên bản này giúp làm giảm 7% chi phí hoạt động ghế/dặm bay. Mẫu này tiếp tục được trình bày tại Paris năm 1979, 1981, 1983 và 1985, tại Farnborough Air Show năm 1984 và các sự kiện hàng không quốc tế khác.
Thứ 3 ngày 22 tháng 9 năm 1981, một chiếc Il-86 do Cơ trưởng G Volokhov và Phi công số 2 A Tyuryumin đã lập kỷ lục Liên đoàn Hàng không Quốc tế về các chất tải bay với 35, 40, 45, 50, 55, 60 và 65 tấn trong một vòng bay kín 2,000 km với tốc độ bình quân 975.3 km trên giờ. Hai ngày sau, cũng hai người này và chiếc máy bay đó đã thiết lập kỷ lục của FAI về các chất tải bay 30, 35, 40, 45, 50, 55, 60, 65, 70, 75 và 80-tấn trong một vòng bay kín 1,000 km ở vận tốc trung bình 962 km/h. Trong số 18 kỳ lục, một kỷ lục đã bị chiếc Tu-144 phá vỡ năm 1983, năm kỷ lục khác đã bị vượt qua hay không tiếp tục nữa và 12 kỷ lục vẫn tồn tại tới giữa năm 2008.
Tháng 9 năm 1982 chiếc máy bay này đã thực hiện quảng cáo bán hàng tại Bulgaria, tiếp theo đó là những lần giới thiệu trong tháng 7 năm 1983 tại Hungary và Tiệp Khắc. Những sự kiện này có lẽ đã được thu xếp vội vàng, bởi các khách hàng tiềm năng không có trước thông tin chủ chốt về kiểu máy bay đó. Ít thông tin có giá trị được trao cho khách hàng trong những sự kiện chào bán: "nhà sản xuất Novosilov đã lảng tránh mọi câu hỏi [về tiêu thụ nhiên liệu]... [vị] phi công trưởng... đã cung cấp một lời giải thích úp mở: 'Lượng nhiên liệu tiêu thụ của Il-86 không cao hơn lượng tiêu thụ của Il-18,' ông nói." Tuy được chào mừng như "dấu hiệu của tình hữu nghị với Liên bang Xô viết," những cuộc chào bán này đã không thể dẫn tới các đơn hàng. Các nhà quan sát ngầm ý rằng chiếc máy bay này thể hiện một sự tụt hậu 10/15 năm của hàng không dân dụng Xô viết so với phương Tây.
Đặt hàng xuất khẩu duy nhất của Il-86 − và những sự chuyển giao thương mại duy nhất liên quan tới việc sản xuất trong nhà máy chứ không phải những chiếc đã sử dụng − là của China Xinjiang Airlines. Hãng này nhận ba chiếc máy bay năm 1990. Số còn lại được phân phối cho các chi nhánh của Aeroflot và các đơn vị Không quân Liên xô như sau (theo thứ tự nhận hàng): Vnukovo Aviation Entreprise, 21; TsUMVS Administration of International Air Communications tại Sân bay Sheremetyevo, 22; Tashkent Air Enterprise, 9; Sheremetyevo Air Enterprise, 10; Pulkovo Air Enterprise, 8; Alma-Ata Air Enterprise, 8; Chkalovsky Không quân Liên xô Căn cứ 8 ADON (hay Sư đoàn Hàng không Đặc biệt số 8), 4; Kol'tsovo Air Enterprise, 6; Tolmachevo Air Enterprise, 6; Erevan Air Enterprise, 2; Yemelyanovo Air Enterprise, 3.

### Sản xuất
Về phía Liên xô, Nhà máy sản xuất 64 ("MAP," "Minaviaprom") của Bộ hàng không tại Voronezh (ngày nay là VASO) có nhiệm vụ chế tạo hơn một nửa số Il-86 và/hay lắp ráp các máy bay. Năng lực sản xuất không đáp ứng yêu cầu và ngành công nghiệp máy bay Ba Lan đã tham gia vào dự án Il-86 từ đầu. Thoả thuận này không phải là một hợp đồng phụ; nó liên quan tới sự chuyển giao công nghệ lớn cho phép Ba Lan có khả năng thực hiện vai trò của mình: giám đốc nhà máy PZL Amalgamation Mielec Jerzy Belczak nói họ tham giao vào "… một dự án tái trang bị thiết bị lớn cho nhà máy của chúng tôi" với "hơn 50 quy trình mới." Các nhà quan sát lưu ý rằng "công việc với Il-86 sẽ khiến... WSK-Mielec có tầm vóc và khả năng mới... trong quy trình sản xuất liên quan tới một chiếc máy bay ở kích cỡ này, gồm cả các cấu trúc titan, chế tác hoá học và chế tạo các tấm cấu thành." Tới thập niên 1980, Mielec có kế hoạch sản xuất một nửa chiếc Il-86, gồm toàn bộ phần cánh, và cũng làm việc với các phát triển của Il-86 ("Hiện chúng tôi đang chuẩn bị sản xuất các đơn vị cho model tiếp theo của máy bay Il thân rộng," theo Belczak). Từ tháng 5 năm 1977, nhà máy Ba Lan sản xuất toàn bộ các bộ phận ổn định gồm cánh đuôi và bộ phận thăng bằng, toàn bộ các bề mặt điều khiển, các thiết bị high-lift và các mấu động cơ cho Il-86, chiếm "khoảng 16 phần trăm của chiếc máy bay." Khi tình trạng căng thẳng lao động và chính trị diễn ra ở Ba Lan năm 1980, nhà máy Voronezh giữ được bộ phận chế tạo cánh.
Năm máy bay đã được lắp ráp ở Voronezh hồi cuối thập niên 1970 để đề phòng chứng nhận thành công. Chiếc đầu tiên (cất cánh ngày 25 tháng 10 năm 1977) chủ yếu được làm bằng tay, những chiếc sau đó ngày càng sử dụng nhiều máy móc sản xuất hàng loạt. Những chiếc máy bay đầu tiên này được sử dụng trong chứng nhận và phát triển trước khi được chuyển giao cho Aeroflot. Các kỹ sư sản xuất của nhà máy Voronezh đã tiến hành một "chu trình tái thiết kế" hơn 50 chi tiết, bỏ bớt khoảng 1,500 kg (3,300 lb) trọng lượng khung máy bay.
Việc sản xuất Il-86 bắt đầu năm 1976 và tiếp tục tới năm 1991. Hai máy bay đầu tiên được sản xuất bằng tay, năm 1976 và 1977, tại nhà máy chế tạo nguyên mẫu của Ilyushin ở Moscow; một chiếc được sử dụng để thử nghiệm bay và cho thử nghiệm tĩnh dưới đất. Ba chiếc được lắp ráp tại Voronezh năm 1979: một bằng tay và hai chiếc bằng máy sản xuất hàng loạt. Tổng số sản xuất trong những năm sau đó là: 1980, một; 1981, không; 1982, 11; 1983, 12; 1984, 8; 1985, 9 (gồm bốn chiếc cho 8 ADON); 1986, 11; 1987, 10; 1988, 10; 1989, 9; 1990, 11 (gồm ba chiếc cho xuất khẩu sang Trung Quốc), 1991, 3. Một trong 106 chiếc được chế tạo không bao giờ cất cánh, (được sử dụng cho các thí nghiệm tĩnh) và ba chiếc được xuất khẩu.

## Design
The Il-86 is an all-metal low-wing land monoplane with four jet engines. Its wing is a cantilever three-spar structure of modified trapezoid planform. Centre section integral with the fuselage, inboard sections, outboard sections and detachable leading and trailing edges. High-lift devices include full-span six-segment leading edge slats (contiguous past the engine pylons) at up to 17.5% of chord (drooping to 35°), two-segment fixed vane double-slotted trailing edge flaps occupying some 75% of the span (deploying to 40°) and five-segment spoilers (outboards used as spoilerons at high speeds, inboards used as lift dumpers on the ground). Boundary layer fences over pylons. Two-segment outboard ailerons for low and intermediate speed roll control. Engines suspended from the wing on pylons act as anti-flutter weights. Trim range is 16-33% of mean aerodynamic chord.
The fuselage is of conventional circular section structure of frames and stringers with a continuous main deck and lower decks fore and aft of the wing centre section. Rectangular windows in most interframe bays, eight ICAO Type 1a passenger doors on the main deck and three more on the lower deck portside; two freight hold doors and a galley supply door on the lower deck starboard. The main deck houses the flightdeck, two wardrobes, eight toilets, two pantry units and a three-section passenger cabin. The lower deck houses three entry vestibules/luggage stores with hydraulic boarding stairs to ground level and fixed stairs to the main deck, a midships galley linked with the main deck by an electric lift, two freight holds (fore and aft of the passenger facilities), an avionics bay and two technical bays. The entire accommodation is pressurised và air-conditioned with "earphones for music or on-board cinema."
The empennage is conventional cantilevered trapezoid planform swept-back surfaces. Two-segment elevators and rudder. Tailplane area 96.5 m² (1,039 ft²); incidence adjustable between 2° and 12° by electric motors commanded by yoke trim thumbwheels and console trim wheels. Fin area 56.06 m² (603.4 ft²). Its landing gear use a near-conventional layout, with a twin-wheeled nose gear leg and three four-wheel bogie main gear units (centre and two outer legs. Track is 9.9 m (/32 ft 5.5 in).
The Il-86 is powered by four Kuznetsov NK-86 two-spool turbofans. Five-stage LP compressors, six-stage LP compressors, annular combustor cans, single-stage HP turbine, two-stage LP turbine. Cascade thrust reversers canted 15° from the horizontal. Pneumatic starters (airborne relights use the windmill effect). Forward-facing air ejectors blow away detritus during taxi. A VSU-10 APU generates power and heats/cools the interior on the ground, provides engine start air. International Standard Atmosphere hourly fuel consumption per engine is 7.7 t (16,975 lb) at maximum continuous rated thrust, 6 t/13,230 lb at nominal maximum thrust, 5.1 t (11,243 lb) at 85% thrust, 4.2 t/9260 lb at 70%, 3.6 t (7,937 lb) at 60%, 2.45 t (5,400 lb) at 40% and 1 t (2,205 lb) at idle. Overall hourly fuel consumption at long-range cruise and 190 t (419,000 lb) is 9.75 t (21,495 lb) reducing to 7.79 t (17,174 lb) at 140 t (308,650 lb).
The inputs to all control surfaces are through hydraulic channels. An SAU-1T-2 automatic flight control system offers assisted manual and automatic flight modes, with no pure manual control option. Automatic coupled runway approaches to ICAO Category II conditions. It has four independent hydraulic systems power all flight controls and the built-in airstairs. Fluid is to the NGZh, rather than AMG, formula.
The aircraft's avionics include a Pizhma-1 navigational system with Omega inputs. GPS transceivers and TCAS fitted retrospectively during the 1990s. Pizhma-1 can be used throughout the flight from departure terminal area to landing and taxy to stand. Airfield approach aids enable instrument landing system approaches to ICAO Category II weather minima. Other radio aids include VOR và DME receivers, a weather radar và Warsaw Pact identification aids. Pizhma-1 has full-time roll and yaw dampers. Cockpit voice recorders and flight data recorders fitted as standard. Four GT-40PCh6 engine generators, the APU or ground sources supply 200/115 V, 400 Hz current to the primary system or two secondary systems (36 V/400 Hz AC and 27 V DC). Consumers include the high-lift devices, tailplane trim, deicing, galley lift and interior services.

## Lịch sử hoạt động
Một chuyến bay khai trương từ Moscow đến Tashkent được thực hiện ngày 26 tháng 12 năm 1980, nhưng hoạt động dịch vụ thực sự chỉ diễn ra sau ngày 1 tháng 2 năm 1981. Aeroflot đầu tiên sử dụng Il-86 trên các đường bay nội địa đông đúc. Các tuyến bay ngoại quốc chỉ bắt đầu vào tháng 6 năm 1981 đến Đông Âu và các thành phố lớn ở Tây Âu.
Năm 1987 Radio Moscow đã thông báo rằng Aeroflot "phản đối sự thay đổi" xuống phi đội ba người. Vul'fov, A, ibid., thông báo rằng chiếc máy bay này tiếp tục hoạt động với phi đội bốn người. Các hoa tiêu, là nhân vật của chiếc ghế tranh cãi (không có thiết bị), tiếp tục không chắc chắn về vị trí của mình chỉ quan sát các dụng cụ của phi công và đọc các chỉ số (dù các bộ tổng hợp âm thanh đã được lắp đặt). Hoạt động của những chiếc máy bay chở khách Tu-154 Liên xô tương tự sử dụng bốn hay năm người trong khoang lái, dù các bến ử dụng nước ngoài chỉ sử dụng ba người.
Từ năm 1982 Aeroflot đưa Il-86 vào hoạt động thường xuyên trên đường bay Moscow tới La Habana qua Shannon và Gander, "có lẽ với chất tải hạn chế hay với bình dầu phụ." Các chuyến bay tầm xa khác của Il-86 là tới Buenos Aires, Montevideo và Lima và Rio de Janeiro và Sao Paulo qua Sal Island.
Sau sự sụp đổ của Liên bang Xô viết năm 1991, các hãng hàng không địa phương xuất hiện ở 15 nước cộng hoà kế tục. Những chiếc Il-86 hoạt động trong bộ máy Aeroflot ("Ban giám đốc") tại các quốc gia đó chiếm những chiếc máy bay hãng của nước mình và nhiều chiếc đã bị bán.
Từ tháng 4 năm 2002, Liên minh châu Âu, Hoa Kỳ và hầu hết các quốc gia khác trên thế giới cấm những chiếc máy bay gây nhiều tiếng ồn, gồm cả Il-86. Tới năm 2008, chiếc máy bay này chủ yếu hoạt động tại Liên xô cũ. Tháng 5 năm 2007, 42 chiếc Ilyushin Il-86 vẫn còn hoạt động. Ngày 23 tháng 10 năm 2006, Phó Tổng giám đốc Aeroflot Igor Desyatnichenko nói: "Il-86 sẽ được rút khỏi hoạt động từ ngày 15 tháng 11 bởi nó quá tốn kém để duy trì qua mùa đông và chỉ để hoạt động trong hai hay ba tháng trong mùa hè."
Phiên bản Il-86 chở hàng hiếm khi được sử dụng. Vul'fov (ibid.) lưu ý: "Thank God no civil servant got it into his head to refuse the parallel opportunity offered to passengers of electing to drop their luggage when checking-in at airports. Otherwise, the loading of luggage into the aircraft by passengers would have turned into a proper nightmare lasting hours." The three integral airstairs are used regularly for disembarkation and boarding when the aircraft is docked at remote stands.
Với cầu thang lắp đặt phía trong và khoang bên dưới, chiếc Il-86 được hy vọng sẽ đóng vai trò vận chuyển nhân sự trong các lực lượng không quân Liên xô: "Chiếc Il-86 thân rộng không chỉ có thể chở quân... mà cũng có thể đóng một vai trò căn bản tương lai cho một máy bay chỉ huy và điều khiển trên không phối hợp với các lực lượng thuộc Khối hiệp ước Warszawa." Thực tế, chỉ bốn khung máy bay (c/n 042, 043, 046 và 048, mang số đăng ký dân sự SSSR-86046, '7, '8 và '9) đã được chuyển giao cho Sư đoàn Hàng không Đặc biệt số 8 tại căn cứ quân sự Chkalovsky gần Moscow. Chúng được đặt tên định danh Il-80, Il-87 hay Il-86VKP (tiếng Nga: "ВКП" viết tắt của "воздушный коммандный пост"; chuyển tự: "vozdushniy kommandnyi post" "veh-kah-peh" và có nghĩa "Chỉ huy trên không").
Il-80/Il-86VKP có tên hiệu NATO Camber: tương tự chiếc Il-86 chở khách.

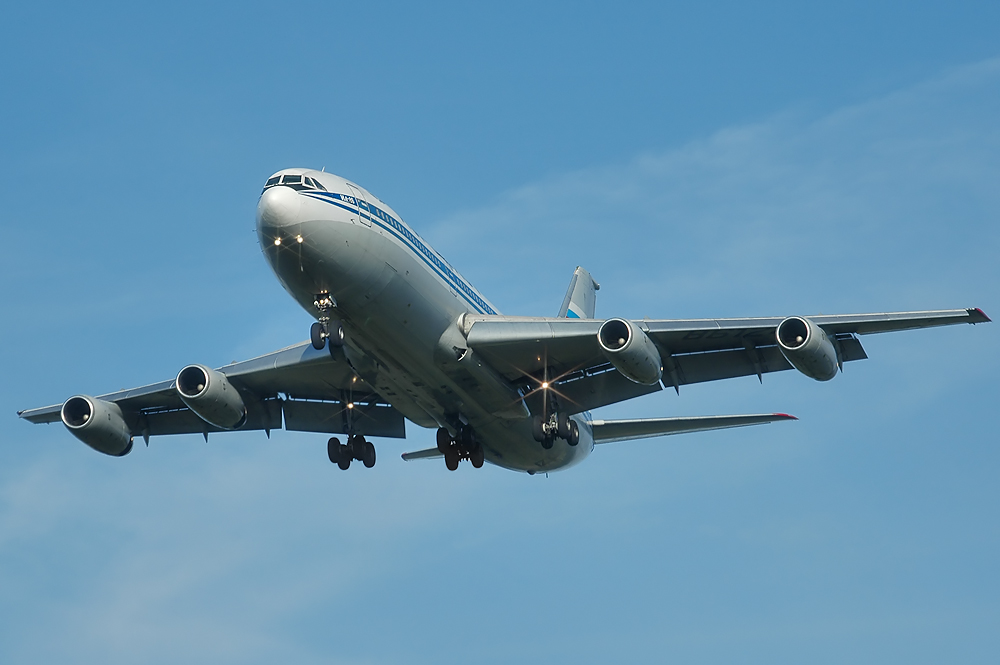
Một chiếc Il-86 của Aeroflot

## Bên sử dụng

### Dân sự
Tới ngày 10 tháng 4 năm 2009, 29 chiếc Il-86 dân sự vẫn đang hoạt động. Các bên sử dụng chính gồm:
- Armenia − Armavia 1
- Nga − Aeroflot-Don 5, Atlant-Soyuz Airlines 9, Rossiya State Air Transport Company 4, Tatarstan Airlines 3, Ural Airlines 4,
VASO Airlines 1.

Các bên sử dụng dân sự cũ gồm

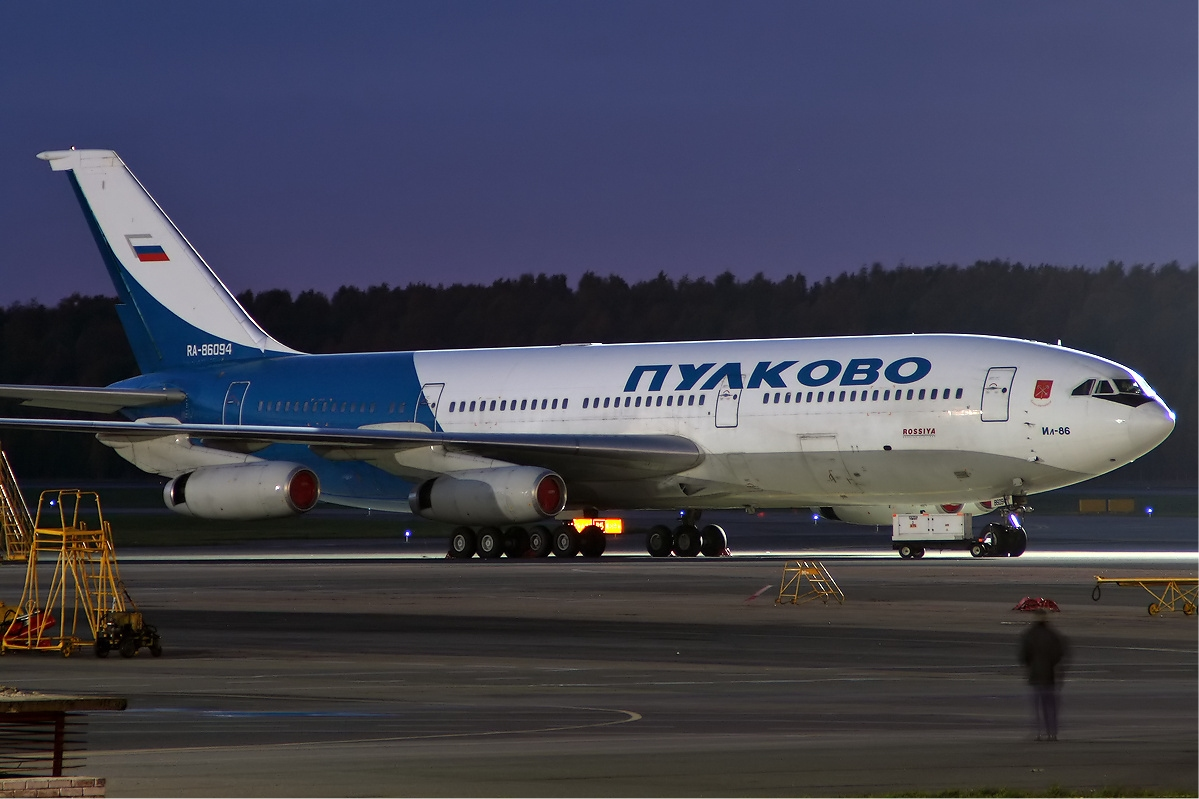
Một chiếc Il-86 của Pulkovo Aviation Enterprise/Pulkovo Airport

- Trung Quốc − China Xinjiang Airlines
- Gruzia − AJT Air International
- Kazakhstan − Air Kazakhstan, Kazakhstan Airlines
- Pakistan − Hajvairy Airlines
- Nga − Aeroflot Russian Airlines, Aerolicht, Continental Airways, East Line Airlines, Moscow Airways, Orient Avia, Pulkovo Aviation Enterprise, Russian Sky Airlines, Transaero Airlines, Transeuropean Airlines, Vnukovo Airlines
- USSR − Aeroflot Soviet Airlines, Vnukovo AP, TsUMVS, Tashkent AP, Sheremetyevo AP, Pulkovo AP, Alma-Ata AP, Kol'tsovo AP, Tolmachevo AP, Erevan AP, Yemelyanovo AP
- Uzbekistan − Uzbekistan Airways, IRS Aero, Jana Arka Airlines.

### Quân sự
Tới ngày 10 tháng 4 năm 2009, 4 chiếc Il-86VKP (Il-80s; Il-87s) vẫn đang hoạt động trong:
- Nga − Không quân Nga, 4.

Bên sử dụng quân sự trước đây:
- Liên Xô − Không quân Liên xô.

## Đặc điểm kỹ thuật
| Tên và Định danh                                               | Il-86 hay IL-86 hay Ilyushin 86 hay Ilyushin-86 đánh vần "I L tám-sáu" hay "Ill tám-sáu" tiếng Nga: "Ил восемдесять шесть"; chuyển tự "Il vosemdesyat shest'" |
| Động cơ                                                        | bốn động cơ phản lực cánh quạt đẩy hai ống Kuznetsov NK-86, lên tới 127.5 kN (13,000 kgf, 28,665 lbf) VSU-10 APU |
| Tỷ lệ lực đẩy/trọng lượng với trọng lượng cất cánh tối đa      | 0.242 |
| Sải cánh                                                       | 48.06 m (157 ft 8 in) |
| Chiều dài tổng thể                                             | 60.21 m (197 ft 7 in) |
| Chiều cao danh nghĩa                                           | 15.68 m (51 ft 5 in) |
| Diện tích cánh                                                 | 300 m² (3,229 ft²) |
| Chất tải cánh ở trọng lượng cất cánh tối đa                    | 672 kg/m² (133.15 lb/ft²) |
| Góc nghiêng cánh                                               | 35° ở dây phần tư |
| Mean aerodynamic chord                                         | 7.57 m (24 ft 10 in) |
| Aspect ratio                                                   | 7 |
| Dihedral                                                       | 6°43’ |
| Incidence                                                      | 3° root, -1° tip |
| Undercarriage track                                            | 9.9 m (32 ft 5.5 in) |
| Undercarriage wheelbase                                        | 21.05 m (69 ft) to outboard gear; 22.32 m (73 ft 3 in) to centre gear |
| Vòng quay mặt đất                                              | 22 m (72 ft 2 in) chiều rộng đường băng tối thiểu; 36 m (119 ft) chiều rộng đường băng trung bình |
| Thành phần phi đội                                             | Ba trong buồng lái (nhưng bốn khi hoạt động tại Liên xô và Nga vì các thông lệ công nghiệp) 11 phục vụ trong cabin |
| Bố trí                                                         | 350 hành khách, toàn bộ ở hạng thường, 9 ghế mỗi hàng (kiểu 3-3-3 cơ bản), 84 cm (34 in) khoảng cách ghế thông thường 320 hành khách nhiều hạng: 18 hạng nhất, 56 hạng thương gia; 246 hạng phổ thông khả năng chở hàng 16,000 mét khối/565,035 feet khối trong ba khoang  |
| Maximum ramp weight                                            | 216,950 kg (478,290 lb) |
| Trọng lượng cất cánh tối đa (MTOW)                             | 215,000 kg (458,560 lb) |
| Trọng lượng hạ cánh tối đa                                     | 175,000 kg (385,800 lb) |
| Trọng lượng nhiên liệu tối đa                                  | 86,000 kg (189,630 lb) |
| Chất tải tối đa                                                | 40,000 kg (88,185 lb) ban đầu, 42,000 kg (92,594 lb) nâng cấp |
| Trọng lượng hoạt động rỗng                                     | 117,500 kg (259,043 lb) ban đầu, 115,000 kg (253,531 lb) sau này |
| Typical takeoff balanced field length in ISA conditions        | 2,800 m (9,190 ft) |
| Chiều dài đường băng hạ cánh cơ bản theo các điều kiện của ISA | 1,200 m (3,940 ft) |
| Tỷ lệ lên so với mặt nước biển                                 | 15 m/s (2,950 ft/min) ở 210,000 kg (463,000 lb) hoạt động thông thường từ 5 m/s (1,000 ft/min) và 10 m/s (2,000 ft/min) |
| Typical safe climb-out speed (V2) on takeoff                   | 295 km/h (159 kt) |
| Tốc độ lên ban đầu                                             | 550 km/h (297 kt) |
| Tốc độ lên                                                     | 510 km/h (275 kt) |
| Tốc độ bay tiết kiệm nhiên liệu (VNO)                          | tối đa 0.88 Mach tại 11,000 m (36,000 ft) to 12,000 m (40,000 ft) 0.82 M to 0.805 M on under-210-minute sectors service-typical 0.782 M long-range |
| Tốc độ không được vượt quá (VNE)                               | 670 km/h (362 kt, 416 mph) indicated air speed (IAS) to 8,200 m (27,000 ft) or 750 km/h (416 kt, 466 mph) IAS above that altitude |
| Độ cao bay tiết kiệm nhiên liệu                                | 11,400 m (37,000 ft) |
| Tốc độ tiếp cận                                                | 410 km/h (254 kt) |
| Typical runway threshold speed (VAT) on landing                | 270 km/h (146 kt at 175,000 kg (385,800 lb) |
| Tốc độ Chòng chành                                             | 330 km/h (178 kt) clean configuration at 210 t; 250 km/h (135 kt) with 25° flap, 210 t; 234 km/h (126 kt) 40° flap, 210 t |
| Practical air ranges (full ICAO fuel reserves; MTOW)           | 3,400 km (1,835 nmi, 2,113 mi) with maximum payload 4,000 km (2,160 nmi, 2,485 mi) with full passenger load and full tanks 5,000 km (2,700 nmi, 3,106 mi) with 300 passengers and full tanks 8,200 km (4,428 nm, 5,095 mi) maximum still air (ferry) range with full tanks |
| Tiêu thụ nhiên liệu thông thường                               | 14,000 kg (30,865 lb) giờ đầu tiên 12,000 kg (26,455 lb) trên giờ tiếp theo |

## Vụ việc
Il-86 được coi là một trong những máy bay chở khách an toàn nhất thế giới; một vụ việc có gây thiệt hại nhân mạng diễn ra năm 2008. Một tài liệu năm 2006 ICAO viết: "Không có vụ tai nạn gây thiệt hại nhân mạng nào trong hoạt động chở khách có liên quan tới chiếc máy bay thân rộng IL-86, trong toàn bộ thời gian hoạt động." Thứ trưởng thứ nhất Bộ giao thông vận tải Nga và lãnh đạo Sở Hàng không Dân dụng Quốc gia Aleksandr Nyeradko đã nói năm 2003: "chiếc Il-86 đã và vẫn là một trong những máy bay chở khách đáng tin cậy nhất thế giới."
Dưới đây là những sự kiện an toàn đáng chú ý liên quan tới chiếc Il-86 cho tới thời điểm hiện tại:- 
- Vào một ngày không rõ trong thập niên 1980, một chiếc Il-86 không rõ khi tiếp cận Mineral'nye Vody gặp sự cố thủy lực khiến việc triển khai các thiết bị high-lift không đối xứng. Phi đội đã đưa chiếc máy bay hạ cánh an toàn và không xảy ra thêm vấn đề nào khác. Không thương vong.
- Một ngày không rõ năm 1980, chiếc máy bay mang số đăng ký SSSR-86004 (số của nhà sản xuất 51483200002 ["002"]) bị cháy ở động cơ số 4 khi xuất phát từ Vnukovo; ban đầu phi đội tắt động cơ số 1, sau đó động cơ số 4, nhưng hạ cánh an toàn trên đường băng nghịch với đường băng họ đã cất cánh, sau khi thực hiện vòng quay 180°. Không thương vong.
- Năm 1984, SSSR-86011 (c/n 009) bị phát hiện thấy một cú đập đuôi khi hạ cánh tại Simferopol'.[79] Không thương vong.
- Ngày 8 tháng 3 năm 1994, một chiếc Il-86 đỗ tại sân bay Delhi bị một chiếc Boeing 737 đang hạ cánh do một phi công thực tập lái đâm vào. Phi đội chiếc 737 thiệt mạng nhưng không có thương vong trên chiếc Il-86.[80]
- Tháng 6 năm 1998, RA-86080 (c/n 051) bị phát hiện đã bị quá tải, dường như bởi một cuộc hạ cánh nặng gần thời điểm đó, và những sửa chữa bị coi là không thích hợp vì máy bay sắp ngừng hoạt động. Không thương vong; máy bay bị lưu kho chờ nghỉ hưu.
- Ngày 1 tháng 5 năm 2000, RA-86113 (c/n 081) bị hỏng động cơ và bắt lửa khi cất cánh từ Sochi. Phi đội đã đưa chiếc máy bay hạ cánh quá tải an toàn. Các cảnh báo lỗi và vụ cháy sau đó bị phát hiện là giả mạo. Không thương vong.
- Ngày 21 tháng 9 năm 2001, RA-86074 (c/n 041) hạ cánh bằng bụng tại Dubai sau một chuyến bay từ Moskva, phi đội đã tắt cảnh báo tiếp cận gần vì khối lượng công việc lớn khi tiếp cận và họ đã quên mở bánh đáp; không thương vong; máy bay bị bỏ.[81]
- Ngày 26 tháng 8 năm 2000, RA-86066 (c/n 033) gặp hư hỏng và bắt lửa ở động cơ số 2 một thời gian ngắn sau khi cất cánh từ sân bay Sheremetyevo Moscow tới Barcelona. Phi đội đã hạ cánh trên đường băng ngược và không gặp thêm vấn đề khác. Không thương vong.
- Ngày 28 tháng 7 năm 2002, RA-86060 (c/n 027) đã đâm xuống đất ngay sau khi xuất phát từ Moscow trong một chuyến bay thường kỳ tới Saint Petersburg. Nút bấm trên thanh điều khiển đã gây ra tình trạng retrimming của đuôi máy bay, nhanh chóng chuyển tư thế xoay mũi nặng sang bổ nhào; 14 người trong số đó có 4 nhân viên phi đoàn, 2 nhân viên hỗ trợ mặt đất và 10 nhân viên trong khoang máy bay thiệt mạng. Hai người sống sót, họ đều là nhân viên trong khoang, và bị thương.[82][83][84][85]

Sau vụ đâm ở Moscow vào tháng 7 năm 2002, MAK Interstate Aviation Committee đã rút chứng nhận bay của Il-86, tạm thời cấm loại máy bay này cất cánh. Giấy chứng nhận đã được nhanh chóng cấp lại, quá trình này được hoàn thành vào đầu năm 2003. Vụ tai nạn đã khiến cơ quan hàng không dân dụng Ai Cập nói rằng họ có dự định cấm các hoạt động của Il-86 tới Ai Cập vì các lý do an toàn. Giữa những cuộc đàm phán đang được thực hiện, tới năm 2007 ý định này dường như đã trôi đi và những hoạt động thường xuyên của Il-86 từ và tới nước này đã tiếp tục trong năm 2008.